# كف الرعاع عن محرمات اللهو والسماع
كف الرعاع عن محرمات اللهو والسماع كتاب يتناول الأحكام الفقهيه فيما يخص الغناء واللهو وأراء الائمة الأربعة فيما يتعلق بهذا الباب.